# Romualdas Ozolas
Romualdas Ozolas (31. ledna 1939 Joniškėlis v okrese Pasvalys – 6. dubna 2015 Vilnius) byl litevský politik, veřejný činitel, zakládající člen litevského Sąjūdisu v roce 1988 a signatář Zákona o obnovení nezávislosti Litvy, vyhlášeného Nejvyšším sovětem Litevské Republiky v roce 1990.